# Luxilus
Luxilus es un género de peces de la familia de los Cyprinidae en el orden de los Cypriniformes.

## Especies
Las especies de este género son:
- Luxilus albeolus (D. S. Jordan, 1889)
- Luxilus cardinalis (Mayden, 1988)
- Luxilus cerasinus (Cope, 1868)
- Luxilus chrysocephalus Rafinesque, 1820
- Luxilus coccogenis (Cope, 1868)
- Luxilus cornutus (Mitchill, 1817)
- Luxilus pilsbryi (Fowler, 1904)
- Luxilus zonatus (Putnam, 1863)
- Luxilus zonistius D. S. Jordan, 1880